# Лух (река)
Лух — река в Ивановской и Владимирской областях России; на протяжении нескольких километров образует границу Нижегородской области; левый приток Клязьмы (бассейн Волги).

## Описание

Бассейн Клязьмы

Длина — 240 км, площадь водосборного бассейна — 4450 км², годичное колебание уровня воды составляет 4,5 м. Среднегодовой расход воды в 109 км от устья — около 17 м³/с, средний уклон 0,131 м/км. Питание реки преимущественно снеговое с большой долей дождевого и меньшей грунтового. Река замерзает в конце ноября, вскрывается в апреле.
Основные притоки: Добрица, Ландех, Пурежка, Сезух, Пенюх (левые); Возополь, Печуга, Люлих, Исток (правые).

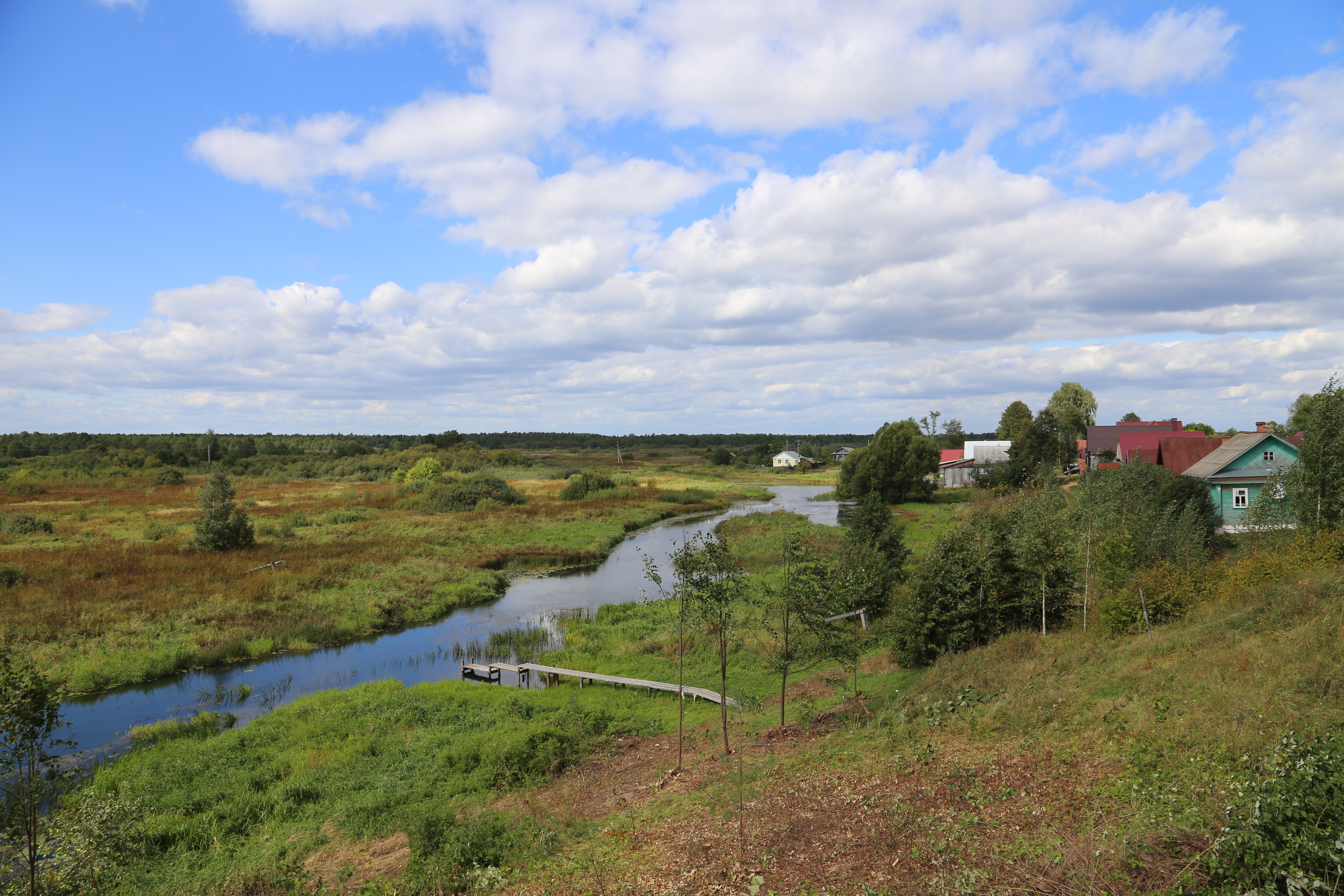
Лух в посёлке Лух

На Луху стоят посёлки Лух и Фролищи, а также крупные сёла Мыт, Мугреево-Никольское и Талицы. Во Фролищах находится монастырь середины XVII века — Свято-Успенская Флорищева пустынь. В селе Тимирязево находится основанная преподобным Тихоном Луховским Свято-Николо-Тихонова пустынь. На реке Лух найдена неолитическая стоянка Рыбино-Стрелка I волосовской культуры.

Лух берёт своё начало в 20 км к востоку от города Вичуги возле деревни Гайдарово. В верховьях течёт по слабоволнистой равнине, в среднем и нижнем течении местность более пологая, покрытая сосновыми лесами. Общее направление течения реки — южное. Из-за цвета воды Лух часто называют Янтарной рекой. Русло реки извилистое; в среднем и особенно в нижнем течении много проток, озёр, стариц, ряд мест заболочен. Весной пойма затоплена около месяца. Берега покрыты сосновыми и смешанными лесами.

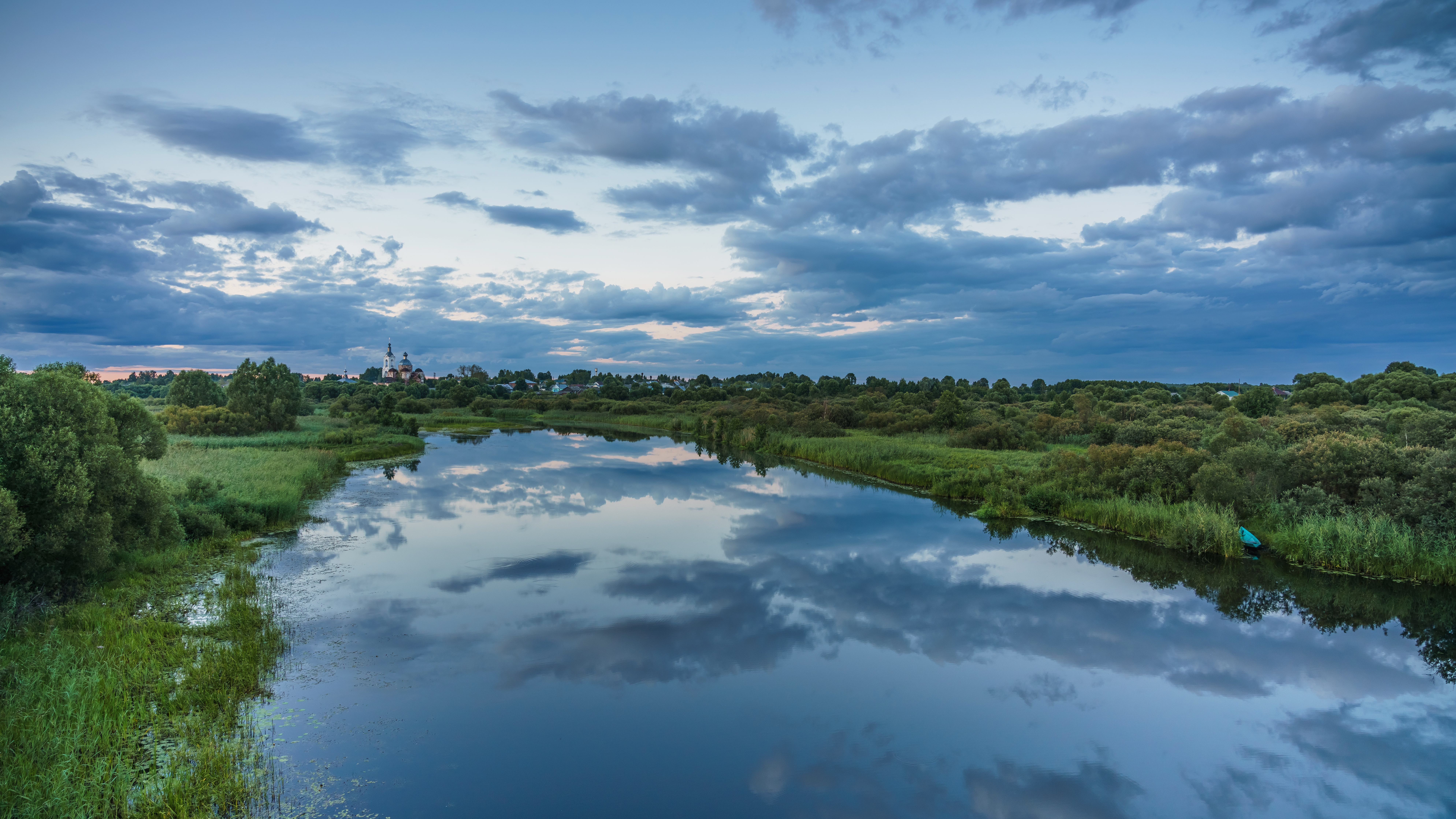
Лух у села Мыт на закате

Ширина реки в верховьях — 10—15 м, около посёлка Лух, после впадения Возополи Лух расширяется до 20—30 м. В среднем течении ширина реки составляет 50—70 м, в устье — до 150.
От устья Ландеха до села Талицы на сильнозаболоченном участке река искусственно спрямлена.
В низовьях река образует огромную излучину, протекая по живописной лесисто-озёрной Балахнинской низине. Здесь Лух пересекает Заклязьминский бор, разделяя его на западный Яропольский (Ярополчский) и восточный Гороховецкий боры. Лух впадает в Клязьму ниже города Вязники (напротив деревни Олтушево).
Река Лух богата рыбой. Здесь водится щука, окунь, плотва, линь, карась, язь и др. Из-за того, что на значительной части течения реки её окружают болота, часто случаются заморы, когда грязная болотная вода попадает в реку.
В нижнем течении реки вдоль правого берега от границы Владимирской области и до устья расположен Клязьминско-Лухский заказник.

## Притоки
(указано расстояние от устья)
- 207 км: река Чернуха (пв)
- 205 км: река Возополь (Возоболь) (пв)
- 195 км: река Печуга (пв)
- 189 км: река Добрица (лв)
- река Саймица (лв)
- 178 км: река Шохма (пв)
- 161 км: река Таех (Таих, Талиг) (лв)
- 153 км: река Люлих (Люлишка) (пв)
- 138 км: река Тюлех (Тюлих) (лв)
- река Клос (лв)
- 129 км: река Исток (пв)
- 113 км: река Ландех (лв)
- река Большая Пекша (лв)
- 89 км: река Пенюх (Малая Пенюх) (лв)
- 63 км: река Пурежка (Пурех) (лв)
- 61 км: река Сезух (лв)
- река Кондыш (лв)
- река Утрех (лв)